# Znamenskij rajon (Oblast' di Tambov)
Lo Znamenskij rajon (in russo Знаменский район?) è un rajon (distretto) dell'Oblast' di Tambov, nella Russia europea centrale; il capoluogo è Znamenka.
Istituito il 7 marzo 1941, ricopre una superficie di 1.060 chilometri quadrati e ha una popolazione di circa 19.000 abitanti.